# اونیلاهی
اونیلاهی (به لاتین: Onilahy) یک منطقهٔ مسکونی در ماداگاسکار است که در ماناکارا-آتسیمو واقع شده‌است. اونیلاهی ۵٬۰۰۰ نفر جمعیت دارد و ۲۱۱ متر بالاتر از سطح دریا واقع شده‌است.